# Over The Air
Over The Air（オーバー ジ エア）は、データの送受信を無線通信で行うための技術のこと。OTAとも書かれる。主に、ソフトウェアやファームウェアのプログラムを送受信するために用いられる。

## 概要
インターネットなどを通じた無線通信が普及する前は、CD-ROMなどを使用してソフトウェアの更新などを行っていたが、無線通信が普及することで、インターネットなどからダウンロードし、簡単に手に入れることができるようになった。この仕組みは、スマートフォンのほかにも自動車などに用いられており、運転支援システムなどのアップデートなどに使われる。一方で、サイバー攻撃などの有線方式のときには発生しなかった問題が発生する恐れもあり、気を付ける必要がある。また、導入済みのソフトウェアの更新・修正だけでなく、ソフトウェアの新規入手・導入や、デジタルコンテンツの購入や入手、外部端末やクラウドサービスとのデータや設定情報の同期などについてもOTAが用いられることがある。

## 歴史
フィーチャーフォンが主に携帯電話として用いられていた時代では、不具合などがなければアップデートが滅多になかったが、アップデートの必要がある場合は、携帯電話販売店に携帯電話を持参して、販売店のコンピュータからアップデートする必要があった。その後コンピュータが普及し、iTunesのような専用の管理用ソフトウェアからアップデートができるようになったが、毎年のように新機能を含んだアップデートが配信されるようになると、この技術を用いてスマートフォン本体に配信されるようになった。本体に配信されることによって、企業などで大量の機器を使う際に簡単にアップデートができるようになった。